# 万屋吉兵衛
万屋 吉兵衛（よろずや きちべえ、生没年不詳）とは江戸時代末期の江戸の地本問屋である。

## 来歴
万吉と号す。幕末に江戸の芝神明（現在の芝大神宮）前清兵衛店において地本問屋を営業している。勝川春朗、歌川広重、歌川芳員の錦絵を出版している。墓所は芝西久保天徳寺門前町にある、同寺子院の興昭院。

## 作品
- 勝川春朗 「江都両国橋夕涼花火之図」 横大判 錦絵 ※西村屋与八版「新板浮絵両国橋夕涼花火見物之図」の後版
- 歌川広重 「曽我物語図会」 大判 錦絵揃物
- 歌川芳員 「仏蘭西人」 大判 錦絵 文久1年（1861年）
- 歌川芳員 「英吉利人」 大判 錦絵 文久1年
- 歌川芳員 「亜墨利加人」 大判 錦絵 文久1年